# Service Level Agreement
Service Level Agreement, SLA (umowa o gwarantowanym poziomie świadczenia usług) – umowa utrzymania i systematycznego poprawiania ustalonego między usługodawcą a usługobiorcą poziomu jakości usług poprzez stały cykl obejmujący:
- uzgodnienia,
- monitorowanie usługi,
- raportowanie,
- przegląd osiąganych wyników.

Pierwszym krokiem wdrożenia SLA jest stworzenie katalogu świadczonych usług. Usługi łączone są w grupy, te w kolejne, aż w końcu powstaje kompletny produkt – definicja usługi. Na bazie zdefiniowanej usługi precyzuje się parametry usługi umieszczone w umowie SLA.

## SLAw przypadku usług informatycznych
Zdefiniowanie katalogu świadczonych usług porządkuje profil działania IT, pozwala lepiej zrozumieć rolę informatyki w przedsiębiorstwie i jego procesach. W efekcie powstaje drzewo zależności – u góry usługi świadczone dla biznesu, poniżej usługi je wspierające – aplikacje, jeszcze niżej – infrastruktura, jeszcze niżej – sieć.

## SLAw przypadku usług telekomunikacyjnych
Umowy SLA występują powszechnie w przypadku usług telekomunikacyjnych. Wynika to z samego charakteru usług telekomunikacyjnych, które oprócz swojej strony funkcjonalnej (np. możliwości wykonywania połączeń telefonicznych), mogą oferować różny poziom jakości usługi (QoS).
Przykładowe parametry określane w telekomunikacyjnych umowach SLA związanych z dostarczaniem dostępu do Internetu:
- Dostępność sieci – parametr, mówiący ile czasu usługa jest dostępna jest w stosunku do całego okresu umowy (np. dostępność na poziomie 99,9% w skali roku oznacza, że usługa może być niedostępna maksymalnie ok. 8 godz. 45 min. rocznie),
- Przepływność gwarantowana – parametr mówiący jak dużo danych można wysłać lub przyjąć przez sieć. Ten parametr może być niezależnie określony dla danych nadawanych (ang. uplink) i danych odbieranych (ang. downlink),
- Opóźnienie w sieci – typowo określany jako czas komunikacji między nadawcą a odbiorcą i z powrotem (ang. round-trip delay time),
- Straty pakietów – liczba pakietów, które zostały nadane, a nie dotarły do odbiorcy w stosunku do wszystkich nadanych pakietów,
- Jitter – parametr opisujący zmienność opóźnienia. Im większa wartość tego parametru, tym większe mogą być różnice opóźnień, co może wykluczać poprawne działanie części usług.